# ميولانيات الشكل
ميولانيات الشكل (الاسم العلمي:†Meiolaniformes) هي أصنوفة منقرضة من السلاحف تتبع قريبات السلاحف من تحت طائفة سلاحف ذات الدرع.

## التصنيف
- †الميولانات
  - †الميولانة
  - †الوركلانة
  - †النيولامة
  - †سلحفاة النينجا